# John Madden Football '92
John Madden Football '92 est un jeu vidéo de football américain sorti en 1991 et fonctionne sur Mega Drive. Le jeu a été développé et édité par Electronic Arts.

## Système de jeu
Parmi les nouveautés de cet épisode se trouve la présence d'un mode coopératif, une amélioration des bruitages, la prise en compte de la météo et la possibilité de blesser le quarterback.

## Accueil
- Mean Machines : 95 %[1]